# A Pickwick Klub
A Pickwick klub (The Posthumous Papers of the Pickwick Club) Charles Dickens angol író első regénye. Eredetileg a történet Robert Seymour, grafikus ötlete volt, amihez felkérte Dickenst, hogy segítsen. Dickens azután kezdett a témával foglalkozni, miután Seymour öngyilkosságot követett el.

## Cselekménye
|  | Alább a cselekmény részletei következnek! |

Samuel Pickwick úr, a róla elnevezett klub díszelnöke, három barátja és klubtársa kíséretében felkerekedik, hogy Anglia-szerte tanulmányozza az emberi természetet. Pickwick úr jegyzőkönyvébe már a postakocsi-állomásra menet a lehető legfigyelemreméltóbb adatok kerülnek: a bérkocsis lova negyvenkét éves és két-három hétig húz egyvégtében, mert ha kifogják, menten összeesik. Érdekes információit a kocsis néhány ökölcsapással is megtoldja - ugyanis rendőrségi besúgónak nézi a jegyzetelő díszelnököt. De a lelkes pickwickistákat az efféle megpróbáltatások - melyek pedig sorozatosan érik őket - nem riasztják vissza a tudomány felvirágoztatásától és a műveltség terjesztésétől, amelynek mint a Pickwick Klub Levelező Csoportja a szolgálatába szegődtek. A jóságos és rettenthetetlenül naiv Pickwick úr, a szerelmi diadalokra vágyó és az első megsavanyodott vénkisasszonyba belehabarodó Tupman, Snodgrass, a lánglelkű fűzfapoéta és Winkle, a kétbalkezes álsportember roppant változatos és mulattató kalandokat élnek át, a vidéki és a londoni élet különféle érdekes figuráival ismerkednek meg, és végül is minden bonyodalomból kivágják magukat Pickwick úr inasának, a végtelenül leleményes és rendíthetetlenül jó kedélyű Sam Wellernek a segítségével.
|  | Itt a vége a cselekmény részletezésének! |

## A Pickwick klub főbb szereplői
- Mr. Samuel Pickwick

Főhős, a Pickwick klub alapítója.
- Mr. Nathaniel Winkle

Pickwick barátja és utazótársa.
- Mr. Augustus Snodgrass

egy másik barát és szeretetre méltó költő.
- Mr. Tracy Tupman

ismét egy barát, aki szeret flörtölni.
- Sam Weller

Pickwick inasa.
- Tony Weller

Sam apja; nem biztos benne hogyan írják a nevét (Veller vagy Weller)
- Mr. Alfred Jingle

sarlatán

## Magyarul
- Boz Dickens Károly: A Pickwick Klub hátrahagyott iratai, 1-4.; ford. Huszár Imre, Dulácska Géza; Emich Ny., Pest, 1859-1862
- Boz Dickens Károly: A Pickwick Klub hátrahagyott iratai, melyet a klub levelező tagjainak észleleteit, veszélyeit tartalmazzák, 1-2.; ford. Huszár Imre; Emich, Pest, 1862
- A Pickwick-Club, 1-2.; ford. Hevesi Sándor; Révai, Bp., 1906 (Klasszikus regénytár)
- A Pickwick-Klub, 1-3.; ford. Szini Gyula, átnézte, bev., jegyz. Schöpflin Aladár; Újság, Bp., 192? (A világirodalom remekei)
- A Pickwick Klub hátrahagyott iratai, 1-2.; ford. Hevesi Sándor, átd. Ottlik Géza, bev. Benedek Marcell; Új Magyar Kiadó, Bp., 1955 (A világirodalom klasszikusai)
- Pickwick-mesék. Válogatás; ford. Hevesi Sándor, átdolg. Ottlik Géza, utószó, sajtó alá rend. Geréb Béláné; Magyar Helikon, Bp., 1957

## Filmes feldolgozások és egyéb érdekességek
A regényt legalább háromszor feldolgozták:
- 1913 - némafilm John Bunny-val és H. P. Owennel
- 1921 - The Adventures of Mr Pickwick, némafilm, Frederick Volpe-pal és Hubert Woodwarddal
- 1952 - James Hayterrel és Harry Fowlerrel (az első és egyetlen hangos film.)

Johannes Hessel (1894-1968) volt a Douwe Egberts igazgatója. Felesége, T. de Jong-Voorting nagyon szerette a teát és rajongott Dickens könyveiért. Éppen előtte olvasta a Dickens' 'Pickwick papers' c. művét, innen származott az ötlet, hogy a Douwe Egberts tea termékek neve legyen Pickwick.
A könyv "betétnovellái" magyarul Pickwick történetek címen jelent meg.

## Lásd még
- Angol irodalom